# آیت ام‌حامد
ایت ام‌حامد (به فرانسوی: Ait M'Hamed) یک منطقهٔ مسکونی در مراکش است که در تادله ازیلال واقع شده‌است.

## خصوصیات
ایت ام‌حامد ۲۱٬۷۴۲ نفر جمعیت دارد.